# Теодор Морел
Теодор Гилберт Морел (Минценберг, 22. јул 1886 — Тегернзе, Баварска, 26. мај 1948) је био лични лекар Адолфа Хитлера. Завршио је медицинску обуку и био је лиценцирани доктор опште праксе у Немачкој много раније него што је упознао Хитлера.

## Младост
Морел је био други син професора у основној школи и рођен је и одрастао у селу Минценберг у области Хесен. Студирао је медицину у Греноблу и Паризу, а затим се обучавао за обстетричара и гинеколога у Минхену од 1910. године. До 1913. године је завршио образовање за доктора и добио лекарску лиценцу. Годину дана је служио као помоћни лекар на прекоокеанском броду, а након тога је отворио ординацију у Диценбаху. У Првом светском рату је служио као лекар на фронту, а након тога као медицински официр. До 1919. године је имао ординацију у Берлину, а 1920. године је оженио Ханелору Молер, која је била богата глумица. Углавном се одлучивао за решавање необичних медицинских случајева код богатијег слоја људи. Одбио је понуде да буде лични лекар Резе Шаха и краља Румуније.
Морел је тврдио да осим што је стицао знања на престижним универзитетима, био и ученик Иље Мечникова, који је био познати бактериолог који је освојио Нобелову награду. Такође је био сувласник више фармацеутских компанија средње величине. Морел је постао члан Нацистичке партије 1933. године.

## Рад на позицији Хитлеровог лекара
Хитлер и Морел су се упознали на једној забави у Хитлеровој кући у Берхтесгадену. Морел је тада тврдио да може да га излечи у року од годину дана. Морелова жена је била незадовољна када је он прихватио понуду да буде Хитлеров лични лекар. Морел је почео Хитлерову терапију коришћењем разних врста стандардних лекова, а уз то је почео да користи и хидролизовану бактерију ешарихије коли. На почетку је изгледало као да терапија делује и Морел је постао део блиског Хитлеровог круга пријатеља, у ком је остао до пред крај рата. Историчари су покушали ову блискост да објасне тиме што је Морел имао репутацију у Немачкој као одличан лекар у области борбе против сифилиса. Хитлер се наводно веома плашио те болести, коју је повезивао са Јеврејима. Одређени људи блиски Хитлеру су тврдили да је он имао видљиве симптоме и сифилиса и Паркинсонове болести.
Када је Хитлер имао проблема са покретљивошћу након устајања ујутру, Морел му је убризгавао инјекцију која се састојала из мешавине воде и течности из пакета обмотаних златном фолијом, које је он називао Витамултин. Након коришћења тих лекова, Хитлер би се осећао боље и свежије. Члан Химлеровог СС-а је набавио малу количину тог лека, која је испитана. Утврђено је да се у леку налазио метамфетамин.
Алберт Шпер је Морела сматрао за опортунисту, који је кад је постао Хитлеров лични лекар, постао несмотрен и лењ приликом вршења свог посла. Било му је важније стицање новца и положаја од обезбеђивања медицинске неге.
Током 1939. Морел је ненамерно учествовао у анексовању Чехословчаке. Чехословачки председник Емил Хача се толико уплашио Хитлеровог излива беса да се онесвестио. Морел му је убризгао супстанцу стимуланата да би га пробудио. Тврдио је да су то били само витамини, али је постојала могућност да је користио метамфетамин. Хача је након тога брзо пристао да испуни Хитлерове услове.
Након покушаја да се изврши атентат на Хитлера током јула 1944. Морел га је лечио пеницилином који је као лек тек почео да се тестира у редовима Америчке војске. Није се знало одакле му пеницилин, и приликом испитивања Америчких обавештајаца после рата, он је тврдио да не зна ништа о њему. Чланови Хитлеровог круга сарадника су тврдили да је Морел имао у поседу значајан проценат компаније који је продавао производ за који је тврдио да је пенцилин, а то није био.
До априла 1945. Хитлер је пио 28 различитих пилула сваког дана, уз низ лекова који су му се убризгавали уз помоћ инјекције (многе од њих су у саставу имале глукозу). Такође је скоро сваки дан интравенозно добијао веће количине метамфетамина. Хитлер је избацио Морела из бункера у ком су се крили 22. априла 1945. тврдећи да му више није потребна медицинска помоћ. Морел је у бункеру оставио већу количину спремљених лекова за употребу од стране Хитлера.

## Смрт
Морел је побегао из Берлина у једном од последњих летова, али су га убрзо заробили Американци. Један од агената који су га испитивали наводно је био згађен Мореловом гојазношћу и недостатком хигијене. Иако је био затворен у Америчком затвореничком логору на месту логора Бухенвалд где је испитиван о његовој блискости са Хитлером, Морел никада није био оптужен за неки злочин. Здравље му се брзо погоршавало. Имао је велики проблем са гојазношћу и отежаним говором. Умро је у Тегернзеу од можданог удара.